# Crenigomphus kavangoensis
Crenigomphus kavangoensis – gatunek ważki z rodziny gadziogłówkowatych (Gomphidae).